# Zavattarello
Zavattarello är en ort och kommun i provinsen Pavia i regionen Lombardiet i Italien. Kommunen hade 999 invånare (2018).